# Fernão Gomes (pintor)

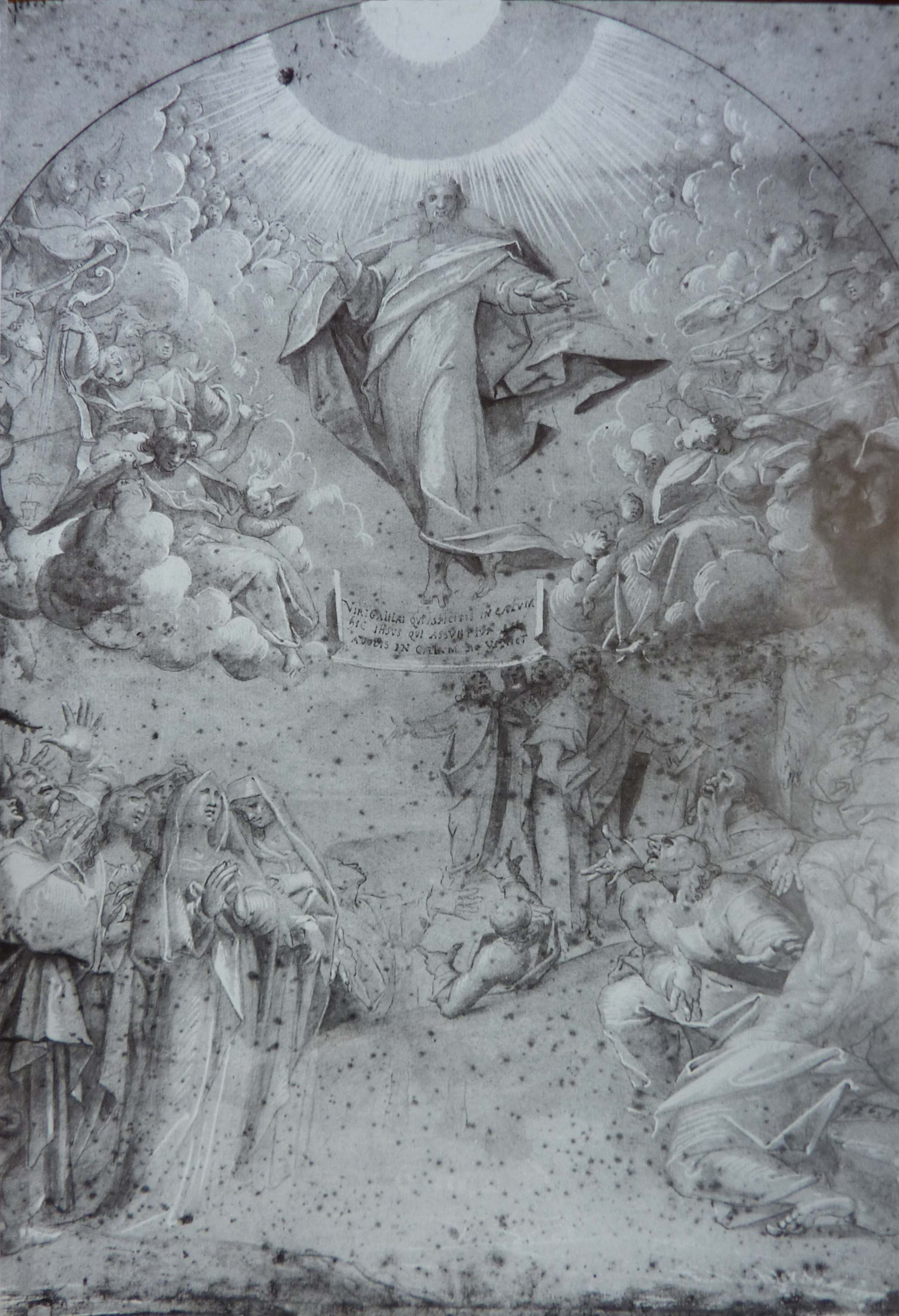
Ascensão do Cristo, desenho preparatório, 1599

Fernão Gomes ou Hernán Gómez Román (Alburquerque, 1548 — Lisboa, 1612) foi um pintor português de origem espanhola.
A crer num depoimento seu ao Tribunal do Santo Ofício em 1588 o pintor Hernán Gómez Román nasceu em Albuquerque (Castela) em 1548. Radicado muito cedo em Portugal certamente sob o mecenato dos Vimiosos, faz o aportuguesamento definitivo do seu nome, com 30 anos, em 1578. Por essa época já tinha pintado, ou melhor, desenhado a sua obra mais conhecida, o retrato de Camões, chamado o Retrato pintado a vermelho.

## Carreira
Nativo da Espanha de Carlos Quinto imperador do Sacro Império Romano-Germânico que compreendia a Holanda, Fernão Gomes partiu para estudar em Delft como discípulo de Anthonie Blocklandt, entre 1570 e 1572. Instala-se em Lisboa o ano seguinte, à procura de "um mercado propício para desenvolver a sua actividade de pintor."
Em 1594, Fernão Gomes virá a ser nomeado «pintor a óleo de sua magestade» por Filipe II, e em 1601 também «pintor dos Mestrados das Ordens Militares». Em 1602 é um dos nove pintores que fundam a Irmandade de S. Lucas, confraria dos pintores da cidade, e em 1612, ano da sua morte, vem a ser um dos doze que "assumem um movimento de reivindicação que vai conduzir ao reconhecimento da Pintura como «Arte liberal».
Fernão Gomes não obstante seus dois anos passados em Holanda foi representante dos valores "italianizantes" no Maneirismo português, e "figura de grande prestígio no seu tempo, com fama que perdurou ao longo dos séculos XVII e XVIII". "Em vida, ele próprio se considerava «o mais idóneo e suficiente do Reino na arte da Pintura»". Depois de sua morte, Félix da Costa Meesen fala do seu "bravo talento", "grande valentia", "mui destro no pintar" e fazendo "admirações em suas obras". O autor do Santuário Mariano, em 1707 refere Gomes como "o mais insigne pintor daqueles tempos".

## Retrato deCamões
Provavelmente executado entre 1573 e 1575, o designado retrato pintado a vermelho, do poeta Luís de Camões, é considerado como «o único e precioso documento fidedigno de que dispomos para conhecer as feições do épico, retratado em vida por um pintor profissional».

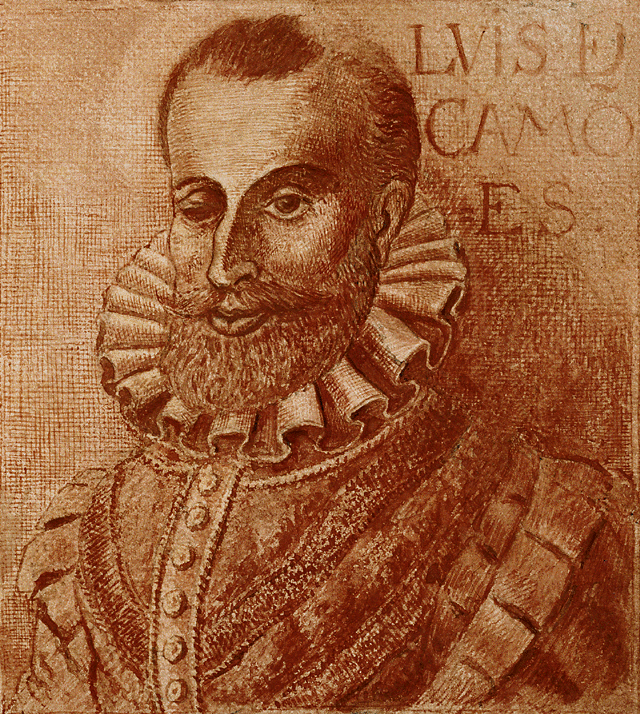
Camões por Fernão Gomes

O que se conhece desse retrato é uma cópia, feita a pedido do 3º duque de Lafões, executada por Luís José Pereira de Resende (1760-1847) entre 1819 e 1844, a partir do original que foi encontrado num saco de seda verde nos escombros do incêndio do «magnífico e grandioso palacio dos Ex.mos Condes da Ericeira, Marqueses de Louriçal, junto da Annunciada» e que entretanto desapareceu. É uma «fidelíssima cópia» que, "pelas
dimensões restritas do desenho, a textura da sanguínea, criando manchas de distribuição dos valores, o rigor dos contornos e a definição dos planos contrastrados, o neutro reticulado que harmoniza o fundo e faz ressaltar o busto
do retratado, o tipo da barra envolvente nos limites da qual corre em baixo a esclarecedora assinatura, enfim, o aparato simbólico da imagem, captada em pose de ilustração gráfica de livro, «se devia destinar à abertura de uma gravura a buril sobre chapa cúprica», «para ilustração de uma das primeiras edições de Os Lusíadas».

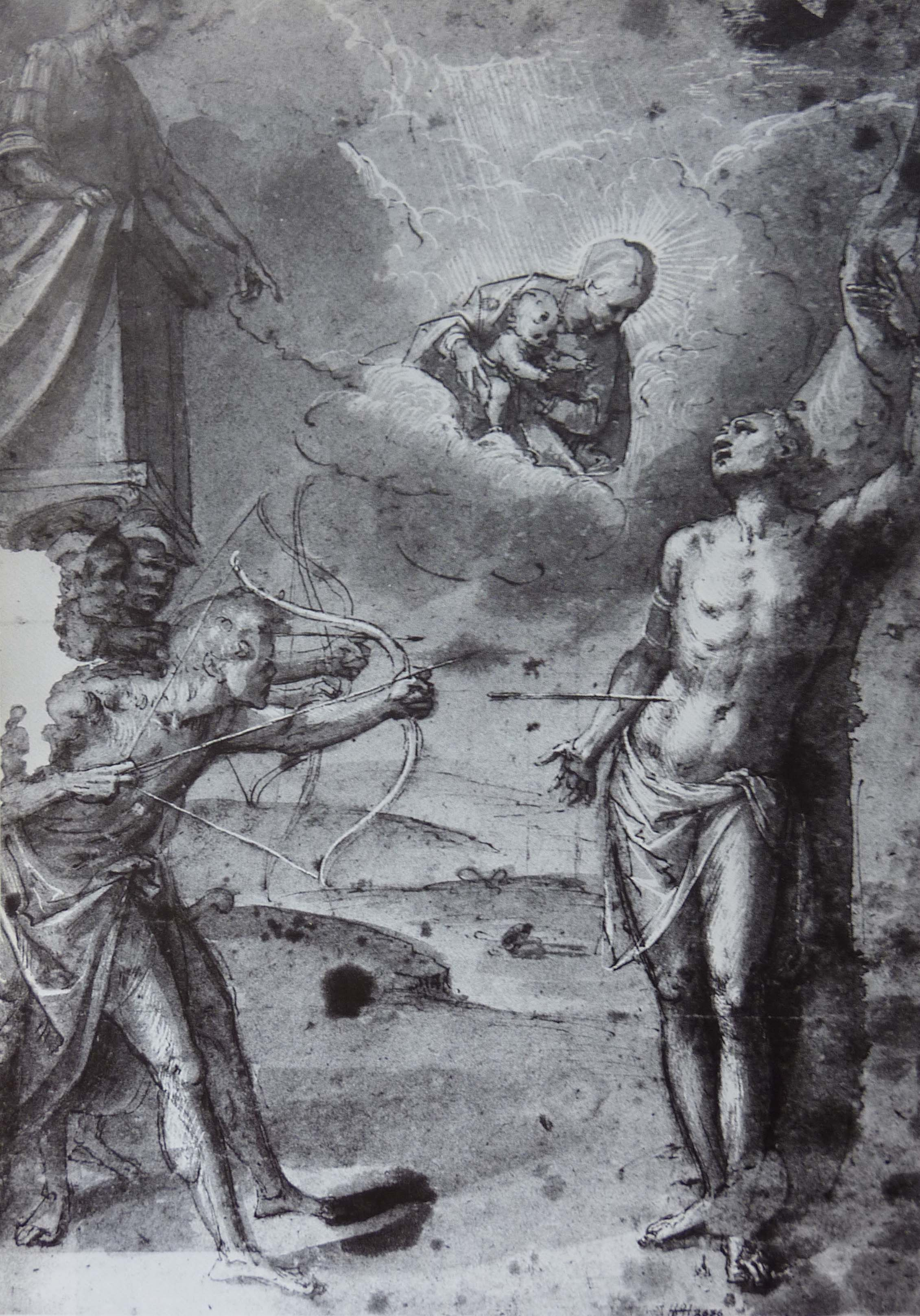
Martírio de S. Sebastião

Fernão Gomes é associado ao Convento da Anunciada: foi o autor da pintura do Capítulo do Mosteiro da Anunciada (MARKL, id., p. 26) e de outras, na época em que ali se fizeram grandes obras, custeadas por D. Joana de Noronha (a segunda com este nome), filha de Violante de Andrade, musa de Camões, segundo José Hermano Saraiva.

## Outras obras
A maior parte das obras de Fernão Gomes desapareceu no terramoto de Lisboa de 1755. A Igreja de S. Julião de Lisboa, desapareceu, e com ela a sua obra mais ambiciosa, a grande Ascensão de Cristo. Felizmente conserva-se um desenho preparatório, que se encontra no Museu Nacional de Arte Antiga, assinado e datado de 1599.
A Fernão Gomes é atribuída uma outra versão da Ascensão de Cristo, datada de 1590, que se destinou inicialmente a decorar uma capela da Sé do Funchal e se encontra actualmente no Museu de Arte Sacra do Funchal.
O mesmo destino teve um celebrado tecto com pinturas alegóricas que decorava a capela-mor da Igreja do Hospital Real de Todos-os-Santos.
No capítulo do mosteiro dominicano da Anunciada, em Lisboa, Ferão Gomes pintou a fresco "diversas composições de teor moralizante. Um delas, em 1588, foi o Triunfo da Obedência, infelizmente desaparecido [também em 1755 ] (...), mas de que persiste um precioso desenho preparatório (...). O Triunfo da Obedência é representado por um carro espetacular puxado por aves, em cujo trono se senta a Obediência de olhos vendados e suportando o peso da Santa Cruz, e a cujo pés repousa, submissa, a figura da vontade; antecedem o cortejo triunfal as figuras alegóricas do Ouvido, da Vida e do Gosto, e na retaguarda avançam a Diligência e o Pensamento. O esplêndido desenho (descoberto por Dagoberto Markl nas colecções do Museu Nacional de Arte Antiga) constitui um dos mais sinceros e eloquentes testemunhos da ideologia da Contra-Reforma tridentina dominante na sociedade portuguesa da segunda metade do século XVI: não existe lugar para a dúvida e para a inquietação das almas, quando até os próprios sentidos humanos se submetem passivamente à Obediência e à Igreja Católica". Markl, a propósito da mesma obra salienta: "estamos perante uma síntese de todo o processo repressivo elaborado por Roma como resposta aos movimentos reformistas."
Na Capela das Neves, no Funchal, encontra-se um retábulo, igualmente atribuído a Fernão Gomes.
A Fernão Gomes é também atribuído Pentecostes, pintura a óleo sobre madeira pintada cerca de 1590 que se encontra actualmente no Museu Nacional de Arte Antiga, em Lisboa, e Assunção e Coroação da Virgem que se encontra no Convento de Santa Clara (Funchal).

## Escândalo em Lisboa
No mesmo capítulo do mosteiro da Anunciada pintou também um painel com o retrato da Soror Maria da Visitação. Não foi desta vez o terramoto de 1755 que fez desaparecer esta obra, mas o Santo Ofício que o mandou destruir: com efeito, esta Soror Maria, freira dominicana, "simulara no corpo as chagas do Cristo, arvorando-se em milagreira (...). A Inquisição (...) provou a fraude, processando a freira, (...) mas o pintor Fernão Gomes, que fornecera à religiosa as tintas por ela utilizadas para simular as chagas, sem todavia saber o fim a que se destinavam, apenas foi admoestado pelo tenebroso Tribunal, e o escândalo não teve efeitos na sua futura e brilhante carreira profissional. (...) Sobre o escândalo de Soror Maria da Visitação, vem à baila recordar que originou dois grandes romances, A Freira Que Fazia Chagas de Camilo Castelo Branco, e A Monja de Lisboa de Agustina Bessa-Luís".